# Sergi Pedrerol
Sergi Pedrerol Cavallé (ur. 16 grudnia 1969 w Molins de Rei) – hiszpański piłkarz wodny. Dwukrotny medalista olimpijski.
Mierzący 190 cm wzrostu zawodnik w 1992 w Barcelonie wspólnie z kolegami zajął drugie miejsce. Cztery lata później znalazł się wśród mistrzów olimpijskich. Brał także udział w IO 2000 i IO 2004. W kadrze debiutował w 1987. Był medalistą mistrzostw Europy i świata (złoto w 1998 i 2001). Karierę zakończył w 2007.